# 뿔물닭
뿔물닭(Fulica cornuta)은 뜸부기과에 속하는 새이다. 알티플라노고원에 걸쳐 있는 아르헨티나 북서부, 볼리비아 남서부, 칠레 북동부에 서식하며 해발 3,000 ~ 5,200m에 달하는 지역에 서식한다.

## 구조
뿔물닭의 수컷은 평균적으로 암컷보다 약간 더 큰 편이다. 전체 몸 길이는 46 ~ 62cm이고 무게는 1.6 ~ 2.29kg에 달하는데 이는 자이언트물닭보다 평균적으로 작은 편이다. 물닭 중에서는 2번째로 큰 편이고 현존하는 물닭종에서는 3번째로 큰 편이다.
수컷과 암컷 모두 3개의 육수가 달려 있는데 모상우에서 끝난다. 그 중에서도 가운데에 있는 육수가 가장 큰 편이고 가끔씩 솟아나기도 한다. 부리의 밑부분과 물갈퀴 밑부분에는 하얀 살집이 있는 볏이 달려 있다. 부리는 올리브색을 띤 노란색인데 밑 부분을 향할수록 흐릿하고 칙칙한 주황색을 띤다. 자이언트물닭과는 달리 뿔물닭의 다리는 칙칙한 초록색을 띤다.
뿔물닭은 일부일처제로서 때로는 최대 80쌍까지 이르는 군락에서 번식하기도 한다. 보통 해발 고도가 높은 호수 연안 지대에서 약 40m 정도 떨어진 곳에서 거대한 둥지를 틀고 11월부터 1월까지 번식한다. 뿔물닭은 호수 근처에서 수면에 닿을 정도로 조약돌을 쌓아가면서 섬과 같은 돌무더기를 만드는데 나중에 해조류에 뒤덮이면서 거대한 둥지를 형성한다. 돌무더기의 무게는 1.5t에 달하는 것으로 추정되며 계절마다 새로 단장한다.